# Francesca Di Lorenzo
Francesca Di Lorenzo [franˈtʃɛska di loˈrentso] (ur. 22 lipca 1997 w Pittsburghu) – amerykańska tenisistka.

## Kariera tenisowa
Dotychczas zwyciężyła w czterech singlowych i czterech deblowych turniejach rangi ITF. 3 lutego 2020 roku zajmowała najwyższe miejsce w rankingu singlowym WTA Tour – 118. pozycję, natomiast 12 czerwca 2023 osiągnęła najwyższą pozycję w rankingu deblowym – 178. miejsce.

## Wygrane turnieje rangi ITF
| turnieje z pulą nagród 100 000 $ |
| turnieje z pulą nagród 80 000 $  |
| turnieje z pulą nagród 60 000 $  |
| turnieje z pulą nagród 25 000 $  |
| turnieje z pulą nagród 15 000 $  |
| turnieje z pulą nagród 10 000 $  |

### Gra pojedyncza
|    | Data       | Turniej       | ($)    | Naw.   | Finalistka       | Wynik            |
| 1. | 28/07/2015 | Austin        | 10 000 | twarda | Lauren Herring   | 4:6, 7:6(2), 6:2 |
| 2. | 11/07/2016 | Winnipeg      | 25 000 | twarda | Erin Routliffe   | 6:4, 6:1         |
| 3. | 23/01/2018 | Wesley Chapel | 25 000 | ziemna | Whitney Osuigwe  | 6:2, 1:6, 6:4    |
| 4. | 23/01/2018 | Toronto       | 60 000 | twarda | Kirsten Flipkens | 7:6(3), 6:4      |